# Capital (émission de télévision)
Pour les articles homonymes, voir Capital (homonymie).
Capital est une émission de télévision française diffusée sur la chaîne M6 depuis le 17 septembre 1988. L'émission présente des reportages et des enquêtes journalistiques centrés sur le thème de la vulgarisation de l'économie et la consommation.
Lancée au départ comme un magazine de 12 minutes, l'émission est testée en prime-time de 90 minutes, le 3 janvier 1992, pour adopter ensuite un format de 26 minutes intitulé les Enquêtes de Capital.
À compter d'octobre 1994, l'émission est programmée une fois toutes les deux semaines, le dimanche soir à 20 h 50, en alternance avec l'émission Zone interdite.

## Historique

### Magazine court

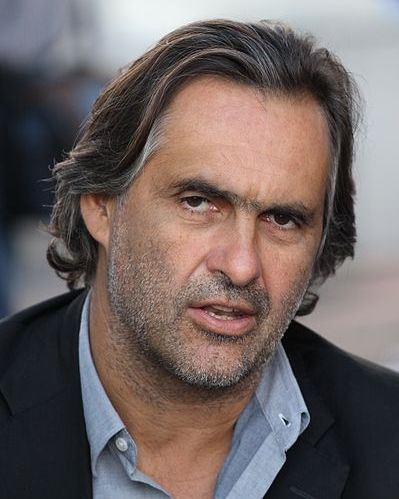
Emmanuel Chain, Présentateur de l'émission Capital, de 1988 à 2003.

En 1987, Emmanuel Chain, ancien étudiant d'HEC qui a passé dix-huit mois au service marketing du groupe Danone, rejoint le groupe M6 et est chargé de M6 Finances, une rubrique économique qui clôt le journal télévisé de la chaîne, le 6 minutes.
Au printemps 1988, l'hebdomadaire Investir, souhaitant parrainer une émission sur la bourse, Emmanuel Chain propose une émission de douze minutes, intitulée Investir. Mais il change d'avis en invoquant que si l'hebdomadaire se retire, cela pourrait poser des conflits, et propose ainsi le nom de « Capital ». D'un format d'une quinzaine de minutes, la première émission de Capital est diffusée le samedi 17 septembre 1988 à 12 h 10 et le dimanche soir à 22 h 20 jusqu'à fin 1991[réf. nécessaire], puis le vendredi soir à partir de 1991, « entre le nanar rediffusé vingt-cinq fois et le film érotique. On racontait les coulisses de la Bourse. Ça a duré trois-quatre ans », comme se souvient l'animateur.

### Les Enquêtes de Capital
Par la suite, Emmanuel Chain anime une émission de 26 minutes le vendredi en fin de soirée, le samedi en fin de l'après-midi et le dimanche en matinée entre 1992 et 1994 pendant deux ans intitulée les Enquêtes de Capital.

### Diffusion en première partie de soirée
Le magazine est « testé » en première partie de soirée le vendredi 3 janvier 1992,.
En 1993, le patron de M6, Nicolas de Tavernost appelle l'animateur pour lui annoncer que son émission est de retour en première partie de soirée, le dirigeant de la chaine misant alors sur la contre programmation. À partir d'octobre 1994, l'émission est programmée un dimanche sur quatre avec téléfilms ou films puis un dimanche sur deux, en alternance avec l'émission Zone interdite. Le premier numéro du magazine, consacré au business de la presse, n'est pas un succès avec seulement 7 % de part de marché. Mais dès le second, intitulé « la Grande Bouffe », l'émission obtient 17 % de part de marché et va progressivement s’imposer pour devenir un marqueur de l’identité de M6,.
En parallèle, un format court de 7 minutes nommé Capital 6 est maintenu chaque vendredi à 20h40 de 1994 à 1997 qui remplace Capital de 1991 à 1994.
Émission d’enquêtes journalistes et de reportages centrés sur l'économie et la consommation, Capital connait un succès d'audience croissant, du fait de son thème et de son côté novateur à parler chiffres à la télévision en se plaçant du point de vue du téléspectateur, abordant de manière concrète et didactique les sujets économiques traitant du quotidien des Français. Le style de l’émission détonne et s’impose en première partie de soirée. En 1995, l'émission reçoit le 7 d'or de la meilleure émission d'information, et Emmanuel Chain le 7 d'or du meilleur animateur de débat en 1997.
Le 10 août 2003, Emmanuel Chain arrête la présentation de l'émission après 15 ans de bons et loyaux services, laissant la place au journaliste Guy Lagache, qui lui succède à partir du 17 août 2003 et pendant 8 ans, jusqu'au 24 juillet 2011.
Le 5 octobre 2008, à l'occasion des 20 ans de l'émission, Capital propose une édition spéciale consacrée a l'argent, avec des invités en plateau.[réf. souhaitée] Plusieurs émissions mariant l'économie et l'environnement sont diffusées sous le titre Capital Terre, du 24 mars 2010 au 19 mai 2013, exceptionnellement diffusée un mercredi sous la marque Capital pour 3 numéros, le 24 mars 2010, 16 février et le 7 septembre 2011.[réf. souhaitée]
Thomas Sotto lui succède à partir du 7 août 2011 et pendant 3 ans, jusqu'au 13 juillet 2014. Le 14 septembre 2014, l'émission se dote d'un nouveau générique, d'une nouvelle formule et d'un nouveau plateau.[réf. souhaitée]
François-Xavier Ménage lui succède pendant 2 ans, du 20 juillet 2014 au 26 juin 2016.
Bastien Cadéac anime ensuite l'émission pendant 2 ans, jusqu'au 26 août 2018. Le 10 septembre 2017, l'émission se dote cette fois ci d'une nouvelle formule et d'un jingle pub pour l'émission.[réf. souhaitée]
En septembre 2018, Julien Courbet devient le nouveau présentateur.

## Concept

### Principe
Capital est une émission de reportages et d'enquêtes journalistiques sur des thématiques économiques, notamment la consommation, en direction du grand public. Les émissions sont consacrés à des enquêtes sur un sujet précis ou des monographies d'entreprises célèbres, comme Coca-Cola, Nike, McDonald's, etc.

### Style
Dès ses débuts, le style de l'émission se caractérise par des reportages avec une documentation très complète, très pédagogique (au risque de se répéter à l’image et dans le commentaire), au ton direct et décontracté et avec l'utilisation fréquente de superlatifs.
Lors de l'émission, un thème précis est décliné en plusieurs reportages : la jet set, l'immobilier, l'argent public, etc. L'émission dévoile alors l’économie de marché de l’intérieur en multipliant les reportages en coulisses sur le sujet, là où les émissions antérieures similaires privilégiaient les explications « en plateaux et plans fixes ». Entre chaque reportage, le présentateur précise certains aspects des sujets traités, ou dialogue en plateau avec un invité sur les problématiques évoquées dans les reportages.
Ces reportages au style clair, incisif, avec une écriture rythmée, sont novateur pour l'époque et feront des émules chez la concurrence, qui copiera par la suite le « style » Capital en reprenant ses recettes, avec des émissions bâties sur le même moule, comme notamment Envoyé spécial ou Complément d'enquête.
Jusqu'à l'arrivée à la présentation du journaliste Thomas Sotto, qui orientera les sujets sur les grandes problématiques de société, l'émission était quasi exclusivement consacrée à des sujets sur la consommation,,. Le style du premier présentateur, Emmanuel Chain, sera aussi une des composantes du succès de l'émission, notamment lors de ses interviews d'invités en plateau ou de sa présentation critique des sujets de l'émission ou des reportages.

## Présentateurs
- 1988-2003 : Emmanuel Chain
- 2003-2011 : Guy Lagache
- 2011-2014 : Thomas Sotto[11]

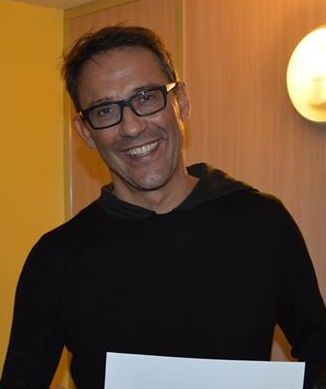
Julien Courbet présente l'émission depuis 2018.

- 2014-2016 : François-Xavier Ménage[12]
- 2016-2018 : Bastien Cadeac[13]
- depuis le 16 septembre 2018 : Julien Courbet[14]

## Accueil

### Quelques audiences de l'émission
| Présentateur           | Date de diffusion | Sujet                               | Audience moyenne          | Audience moyenne | Réf.   |
| Présentateur           | Date de diffusion | Sujet                               | Nombre de téléspectateurs | PDM              | Réf.   |
| ---------------------- | ----------------- | ----------------------------------- | ------------------------- | ---------------- | ------ |
| Emmanuel Chain         | 6 mars 1994       | La grande bouffe                    | …                         | 17 %             | [ 15 ] |
| Thomas Sotto           | 3 février 2013    | Le gaspillage alimentaire           | 4 300 000                 | 17,1 %           | [ 16 ] |
| Thomas Sotto           | 4 août 2013       | Les vacances                        | 3 100 000                 | 18 %             | [ 17 ] |
| François-Xavier Ménage | 7 septembre 2014  | Les classes moyennes                | 3 600 000                 | 15,5 %           | [ 18 ] |
| François-Xavier Ménage | 17 mai 2015       | L'argent public                     | 3 700 000                 | 16%              | [ 19 ] |
| Bastien Cadéac         | 18 décembre 2016  |                                     | 2 216 000                 | 8,6 %            | [ 20 ] |
| Julien Courbet         | 16 septembre 2018 | Les destockeurs alimentaires        | 3 207 000                 | 15,6 %           | [ 21 ] |
| Julien Courbet         | 30 septembre 2018 | La guerre du frais                  | 2 713 000                 | 13,1 %           | [ 22 ] |
| Julien Courbet         | 14 octobre 2018   | La sécurité routière                | 2 441 000                 | 11,1 %           | [ 23 ] |
| Julien Courbet         | 11 novembre 2018  | Contrôle fiscal et PV avec Darmanin | 2 101 000                 | 9,1 %            | [ 24 ] |
| Julien Courbet         | 13 janvier 2019   | Le gaspillage industriel            | 4 018 000                 | 17,4 %           | [ 25 ] |

Légende :
- Le plus haut chiffre d'audience

### Récompense
- 1995 : 7 d'or de la meilleure émission d'information.